# Весілля сойок (фільм)
«Весілля сойок» (рос. «Свадьба соек») — російський радянський художній фільм 1984 року режисерів Євгена Гінзбурга та Леоніда Костюка за мотивами творів Важа Пшавели.

## У ролях
- Манана Тодадзе
- Теймураз Циклаурі
- Нугзар Квашалі
- Луїза Кобаладзе
- Лілі Згваурі
- Вахтанг Татішвілі
- Джемал Багашвілі
- Роман Рцхіладзе
- Анрі Басілая

## Творча група
- Сценарій: Джемал Багашвілі
- Режисер: Євген Гінзбург, Леонід Костюк
- Оператор: Олександр Шапорін
- Композитор: Олександр Басілая